# Makabejské hry

Symbol Makabejských her

Makabejské hry (hebrejsky: מַכַּבִּיָּה, zkráceně též Makabiáda, Makabiá nebo Makabeje) jsou mezinárodní židovská sportovní událost podobná olympijským hrám. Poprvé se konaly v roce 1932, od roku 1953 jsou pořádány každé čtyři roky v Izraeli, pod dohledem Makabejské federace (Maccabi Federation), která je součástí Světového svazu Makabi (Maccabi World Union).
S účastí více než osmi tisíc sportovců jsou Makabejské hry jednou z největších akcí na světě. Účastní se jich židovští sportovci z Izraele i dalších zemí a také izraelští Arabové.

## Historie

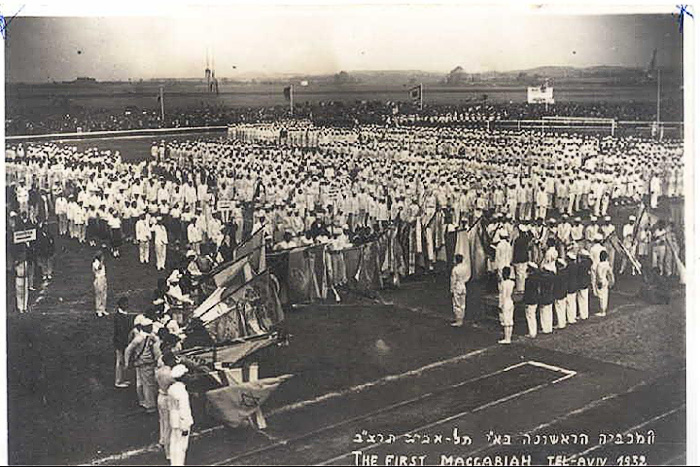
Slavnostní zahájení prvních Makabejských her v roce 1932

Předchůdcem světových Makabejských her byly Evropské hry Makabi, které se konaly v letech 1929 v Ostravě a 1930 v Antverpách. Tvůrcem myšlenky je byl z Ruska pocházející Žid Josef Yekutieli, kterého ještě jako chlapce inspirovala myšlenka olympijských her, se kterými se poprvé seznámil v roce 1912 při hrách v Londýně. Svou myšlenku živil dlouhé roky, představil až na sjezdu Světového svazu Makabi, který se konal v roce 1929 v Ostravě. Na zasedání vedení svazu Makkabi v Praze bylo 27. září 1931 definitivně rozhodnuto o uspořádání prvních Makabejských her.
Jejich termín pak byl stanoven na rok 1932, kdy se slavilo 1800 let od povstání Bar Kochby. Následující hry se konaly v roce 1935 za účasti 1350 sportovců, což bylo skoro o tisíc účastníků víc než při premiéře her.
V pořadí třetí Makabejské hry se podle plánu měly uskutečnit v roce 1938, ale kvůli vzestupu nacismu v Evropě před vypuknutím druhé světové války byly zrušeny a konaly se až v roce 1950. Od roku 1953 se hry konají pravidelně každý čtvrtý rok.
Pokusy uspořádat zimní Makabejské hry se uskutečnily v roce 1933 v polském Zakopaném a o tři roky později v Banské Bystrici v tehdejším Československu. Po druhé světové válce ale na tuto tradici nebylo navázáno.

## Pravidla
Přestože tato sportovní událost byla původně plánována pouze pro židovské atlety, mohou se jí zúčastnit i izraelští Arabové. Program her není pevně určen, rozhodující je zájem o vypsání určité disciplíny. Jakmile se zapíší sportovci minimálně ze tří zemí, příslušný závod se koná.

## Jméno
Je paradoxní, že hry nesou jméno po Judovi Makabejském, který se roku 167 př. n. l. za Makabejského povstání silně stavil proti atletickým hrám a soutěžím. Pokládal je totiž za jasný vliv řecké kultury, která přišla do Jeruzaléma při jeho helenizaci.

## Význam

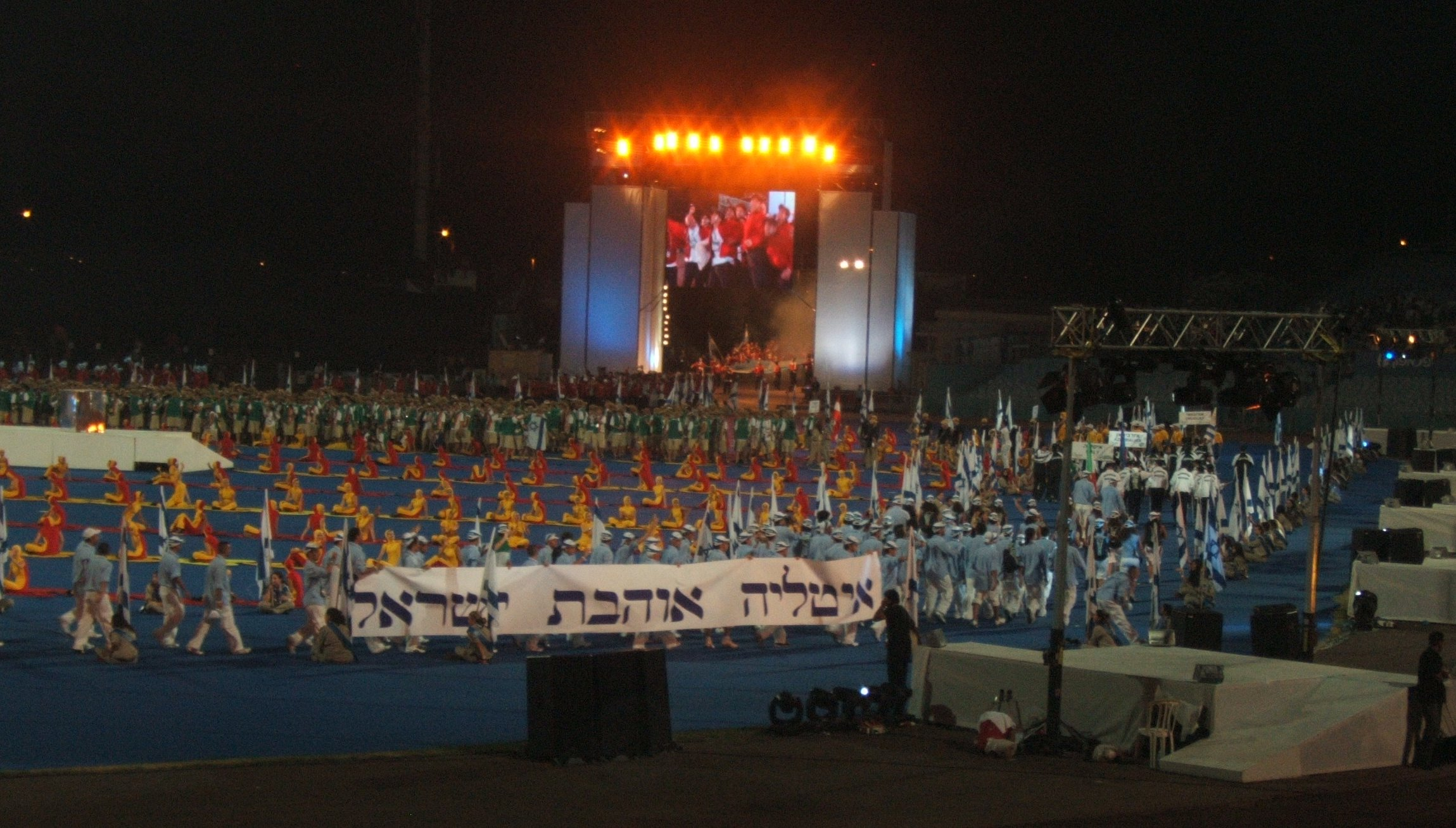
Zahajující ceremoniál XVII. makabejských her v roce 2005

Makabejské hry, někdy označované jako Židovská olympiáda, jsou od roku 1960 uznávány Mezinárodním olympijským výborem jako tzv. regionální hry. Co do účasti jsou jednou z pěti největších světových sportovních událostí, i proto, že soutěže v hlavních kategoriích dospělých doplňují i závody juniorů, masters a handicapovaných. Makabejských her v roce 2013 se zúčastnilo na 8500 sportovců.
Hry se těší velké úctě, o čemž svědčí i případy, kdy jim světově uznávaní sportovci dali přednost před souběžně probíhajícími světovými šampionáty. Tak to učinili například američtí plavci Jason Lezak v roce 2009 či Lenny Krayzelburg v roce 2001.
Nejslavnějším sportovcem, který se zúčastnil Makabejských her, byl Mark Spitz, který na začátku své dráhy jako patnáctiletý startoval na hrách v roce 1965. O dvacet let později byl jedním z posledních členů štafety s ohněm při slavnostním zahájení dalších Makabejí. Olympijským vítězem byl i americký zápasník Henry Wittenberg, který patřil mezi iniciátory obnovení tradice Makabejských her po druhé světové válce a sám na nich v letech 1950 a 1953 dvakrát zvítězil; nebo maďarsko-izraelská gymnastka Ágnes Keletiová, která na Letních olympijských hrách 1956 v Melbourne vybojovala pět zlatých medailí a hned v jejich průběhu tam emigrovala, když se dověděla aktuální zprávy o událostech při potlačení maďarského povstání sovětskými vojsky.

## Češi na Makabejských hrách
Čeští a českoslovenští Židé byli při vzniku Makabejských her velmi aktivní. V Praze se konaly první evropské makabejské hry v roce 1929 a v Banské Bystrici uspořádali v roce 1936 druhé zimní makabeje. Čeští Židé nechyběli na startu prvních dvou ročníků Makabejských her v letech 1932 a 1935, a to se značnými úspěchy. Na druhých hrách v roce 1935 se tak například mezi vítěze zapsali pražští atleti Bedřich Waser (skok do dálky a do výšky), Vilda Retschau (devítiboj) nebo Jiří Freund (hod diskem) a skokan do vody Julius Balasz.
Po druhé světové válce Československo i kvůli diplomatickým vztahům s Izraelem soutěže neobsazovalo, což se změnilo až po sametové revoluci v roce 1989. Následně komplikovaly účast českých sportovců finanční důvody. Na XIX. makabejských hrách v roce 2013 ale startovalo osm českých sportovců, z nichž Vojtěch Dub získal stříbro v lukostřelbě.